# Tronjac
Tronget és un municipi francès, situat al departament de l'Alier i a la regió d'Alvèrnia-Roine-Alps. L'any 2007 tenia 932 habitants.

## Demografia

### Població
El 2007 la població de fet de Tronget era de 932 persones. Hi havia 377 famílies de les quals 116 eren unipersonals (36 homes vivint sols i 80 dones vivint soles), 141 parelles sense fills, 108 parelles amb fills i 12 famílies monoparentals amb fills.
La població ha evolucionat segons el següent gràfic:
Habitants censats

### Habitatges
El 2007 hi havia 473 habitatges, 379 eren l'habitatge principal de la família, 40 eren segones residències i 54 estaven desocupats. 457 eren cases i 16 eren apartaments. Dels 379 habitatges principals, 276 estaven ocupats pels seus propietaris, 97 estaven llogats i ocupats pels llogaters i 6 estaven cedits a títol gratuït; 26 tenien dues cambres, 65 en tenien tres, 124 en tenien quatre i 164 en tenien cinc o més. 317 habitatges disposaven pel capbaix d'una plaça de pàrquing. A 168 habitatges hi havia un automòbil i a 159 n'hi havia dos o més.

### Piràmide de població
La piràmide de població per edats i sexe el 2009 era:
| Homes | Edats   | Dones |
| ----- | ------- | ----- |
| 0     | 95 o +  | 0     |
| 0     | 90 a 94 | 0     |
| 4     | 85 a 89 | 20    |
| 4     | 80 a 84 | 0     |
| 32    | 75 a 79 | 24    |
| 8     | 70 a 74 | 32    |
| 40    | 65 a 69 | 28    |
| 16    | 60 a 64 | 20    |
| 24    | 55 a 59 | 16    |
| 48    | 50 a 54 | 32    |
| 48    | 45 a 49 | 52    |
| 24    | 40 a 44 | 40    |
| 48    | 35 a 39 | 28    |
| 12    | 30 a 34 | 24    |
| 20    | 25 a 29 | 24    |
| 8     | 20 a 24 | 24    |
| 44    | 15 a 19 | 28    |
| 28    | 10 a 14 | 32    |
| 16    | 5 a 9   | 32    |
| 20    | 0 a 4   | 16    |

## Economia
El 2007 la població en edat de treballar era de 593 persones, 405 eren actives i 188 eren inactives. De les 405 persones actives 357 estaven ocupades (200 homes i 157 dones) i 47 estaven aturades (28 homes i 19 dones). De les 188 persones inactives 92 estaven jubilades, 29 estaven estudiant i 67 estaven classificades com a «altres inactius».

### Ingressos
El 2009 a Tronget hi havia 389 unitats fiscals que integraven 898,5 persones, la mediana anual d'ingressos fiscals per persona era de 16.440 €.

### Activitats econòmiques
Dels 32 establiments que hi havia el 2007, 2 eren d'empreses de fabricació d'altres productes industrials, 7 d'empreses de construcció, 7 d'empreses de comerç i reparació d'automòbils, 1 d'una empresa de transport, 3 d'empreses d'hostatgeria i restauració, 3 d'empreses de serveis, 4 d'entitats de l'administració pública i 5 d'empreses classificades com a «altres activitats de serveis».
Dels 9 establiments de servei als particulars que hi havia el 2009, 1 era un taller de reparació d'automòbils i de material agrícola, 1 paleta, 3 fusteries, 2 lampisteries, 1 electricista i 1 perruqueria.
L'únic establiment comercial que hi havia el 2009 era una botiga de més de 120 m².
L'any 2000 a Tronget hi havia 32 explotacions agrícoles que ocupaven un total de 1.710 hectàrees.

## Equipaments sanitaris i escolars
El 2009 hi havia 1 hospital de tractaments de curta durada, 1 hospital de tractaments de mitja durada (seguiment i rehabilitació) i 1 farmàcia.
El 2009 hi havia una escola elemental. Tronget disposava d'un col·legi d'educació secundària amb 162 alumnes.

## Poblacions més properes
El següent diagrama mostra les poblacions més properes.